# TIBCO-Silicon Valley Bank/Saison 2017
Dieser Artikel listet die Erfolge und Mannschaft der UCI Women’s Teams TIBCO-Silicon Valley Bank in der Straßenradsport-Saison 2017 auf.

## Erfolge
| Siege    | Siege                                                     | Siege              | Siege  | Siege            | Siege |
| Datum    | Rennen                                                    | Staat              | Klasse | Siegerin         |       |
| -------- | --------------------------------------------------------- | ------------------ | ------ | ---------------- | ----- |
| 20. Apr. | Tour of the Gila (Frauenradsport), 2. Etappe              | Vereinigte Staaten | 2.2    | Lex Albrecht     |       |
| 19. Mai  | Chrono Gatineau                                           | Kanada             | 1.1    | Lauren Stephens  |       |
| 29. Mai  | Winston-Salem Cycling Classic                             | Vereinigte Staaten | 1.1    | Lauren Stephens  |       |
| 18. Jun. | Guatemala National Road Cycling Championships - Women ITT | Guatemala          | CN     | Nicolle Bruderer |       |
| 23. Jun. | Guatemala National Road Cycling Championships - Women RR  | Guatemala          | CN     | Nicolle Bruderer |       |
| 9. Jul.  | White Spot / Delta Road Race                              | Kanada             | 1.2    | Kendall Ryan     |       |
| 14. Jul. | Lotto Thüringen Ladies Tour, 2. Etappe                    | Deutschland        | 2.1    | Lex Albrecht     |       |
| 16. Jul. | Lotto Thüringen Ladies Tour, 4. Etappe                    | Deutschland        | 2.1    | Lauren Stephens  |       |

## Team
| Teamkader 2017   | Teamkader 2017     | Teamkader 2017     | Teamkader 2017                        |
| Name             | Geburtsdatum       | Land               | Vorheriges Team                       |
| ---------------- | ------------------ | ------------------ | ------------------------------------- |
| Lex Albrecht     | 6. April 1987      | Kanada             | BePink (2016)                         |
| Nicolle Bruderer | 15. August 1993    | Guatemala          |                                       |
| Kathryn Buss     | 4. Oktober 1993    | Vereinigte Staaten |                                       |
| Ingrid Drexel    | 28. Juli 1993      | Mexiko             | Astana Women's Team (2016)            |
| Heather Fischer  | 28. November 1988  | Vereinigte Staaten | Rally Cycling (2016)                  |
| Kathrin Hammes   | 9. Januar 1989     | Deutschland        |                                       |
| Lindsay Myers    | 2. November 1989   | Vereinigte Staaten |                                       |
| Madeleine Park   | 22. September 1998 | Neuseeland         |                                       |
| Kendall Ryan     | 10. August 1992    | Vereinigte Staaten |                                       |
| Lauren Stephens  | 28. Dezember 1986  | Vereinigte Staaten |                                       |
| Jennifer Tetrick | 15. November 1981  | Vereinigte Staaten | Twenty16-Ridebiker (2016)             |
| Brianna Walle    | 25. April 1984     | Vereinigte Staaten | Optum-Kelly Benefit Strategies (2015) |
|                  |                    |                    |                                       |
| Quelle: UCI      |                    |                    |                                       |